# بلا عنوان (قصة قصيرة)
بلا عنوان (بالروسية: Без заглавия) هي قصة قصيرة كُتِبَت بواسطةالكاتب الروسي أنطون تشيخوف في عام 1888.

## خلفية تاريخية
في عام 1888 استقرت عائلة تشيخوف في لوكا، والتي تقع بالقرب من مدينة سومي. وقد كُتِبَت «قصة بلا عنوان» خلال هذا الوقت. ونُشِرَت لأول مرة في الأول في يناير/كانون الثاني عام 1888 في صحيفة نوفوي فريميا (Но́вое вре́мя) (العدد 4253) تحت عنوان «حكاية خرافية». في وقت لاحق، ومع العديد من التصحيحات الأسلوبية وتحت عنوان آخر، أدرج العمل في المجموعة الأدبية «مساعدة ضحايا فشل المحاصيل» (عدد من صحيفة «كورير» (Kur'ier) في عام 1899)، وفي عام 1900، تم تضمينها في مختارات أعمال تشيخوف.

## ملخص القصة
تدور أحداث القصة في القرن الخامس الميلادي، في دير عبادة. الرهبان الذين يعيشيون هناك لا يتركون الدير أبداً، ولم يمر أحد أبداً بالقرب منه. رئيس شيخ الدير يعزف الأرغن، ويلحن الآيات اللاتينية. على مدى عدة عقود لا يحدث شيء في الدير، وفي أحد الأيام قام سكير بقرع باب الدير وطلب من الرهبان إطعامه. يرفض السكير الصلاة أو الانضمام إلى الرهبان، ويلومهم لعدم إنقاذهم لسكان المدينة المذنبيين الذين يغرقون أنفسهم في الفجور والرذيلة.
يتفق رئيس شيخ الدير معه ويقرر الذهاب إلى المدينة. قام الرهبان بانتظاره لثلاثة أشهر. وعندما عاد، أخبر رئيس الدير إخوته إن هنالك فسوق في جميع أنحاء المدينة، حيث إن الناس يقضون اليوم بأكمله بزيارة بيوت الدعارة، وشرب الخمر، والمتعة. يذهب رئيس الدير المرهق إلى الفراش، وفي صباح اليوم التالي أكتشف إنه لم يبقى هنالك رهبان في الدير ― حيث فروا جميعهم إلى المدينة.